# 皇家國家公園
皇家國家公園（英語：Royal National Park）是澳大利亞新南威爾士州的國家公園之一，位於澳大利亞東部新南威爾斯首府悉尼南郊，面積151-平方（58-平方英里）。皇家國家公園距悉尼市中心較近，因此也是眾多悉尼市民休閒地點。
皇家国家公园知名景点：
- 豆腐石（Wedding Cake Rock）：豆腐石是位于悬崖边一整块巨大的，方方正正的白色巨石，形状颜色像极了一块巨大的白色蛋糕，故而得名婚礼蛋糕石，豆腐石是中国人给它起的名字。豆腐石位置比较偏，且无法开车直接抵达，车能开到最近的位置是皇家国家公园内的小镇邦迪纳（Bundeena），然后需要沿着婚礼蛋糕石步道（The Wedding Cake Rock hiking trail）行走约3公里左右才能到达，而且一路高高低低的山路很多，往返需约至少3小时，所以为了在日落前安全返回，一定要提前安排好时间。[3]
- 八字湖（Figure 8 Pools）：八字湖得名于它形似阿拉伯数字“8”外貌的独特形状。八字湖是海边花岗岩上天然形成的，岩石的外沿就是一望无际的大海，和周边湖泊集群形成了八字湖景区。八字湖是纯天然的自然环境区，沿途没有咖啡店和餐馆，所以去的路上要准备足够的干粮，还要注意防范野生动物。最重要的一点是，制定行程前要先查看 Burning Palms Beach 的潮汐时刻表，要在落潮（Low tide）的时候去，因为水位太高会把海边的岩石完全淹没。[4]

## 外部連結
- . NSW National Parks & Wildlife Service. Government of New South Wales. （原始内容存档于2006-08-20）.
- (Map). Office of Environment and Heritage. Government of New South Wales.   [2017-08-23]. （原始内容存档于2016-03-04）.
- (PDF). NSW National Parks & Wildlife Service (PDF). Government of New South Wales. 4 February 2000  [2017-08-23]. ISBN 0-7310-0895-2. （原始内容存档 (PDF)于2017-12-15）.
- (PDF). NSW National Parks & Wildlife Service (PDF). Government of New South Wales. 15 September 2010  [2017-08-23]. ISBN 978-1-74232-956-7. （原始内容存档 (PDF)于2018-04-13）.
- . Office of Environment and Heritage. Government of New South Wales.   [2017-08-23]. （原始内容存档于2015-04-14）.

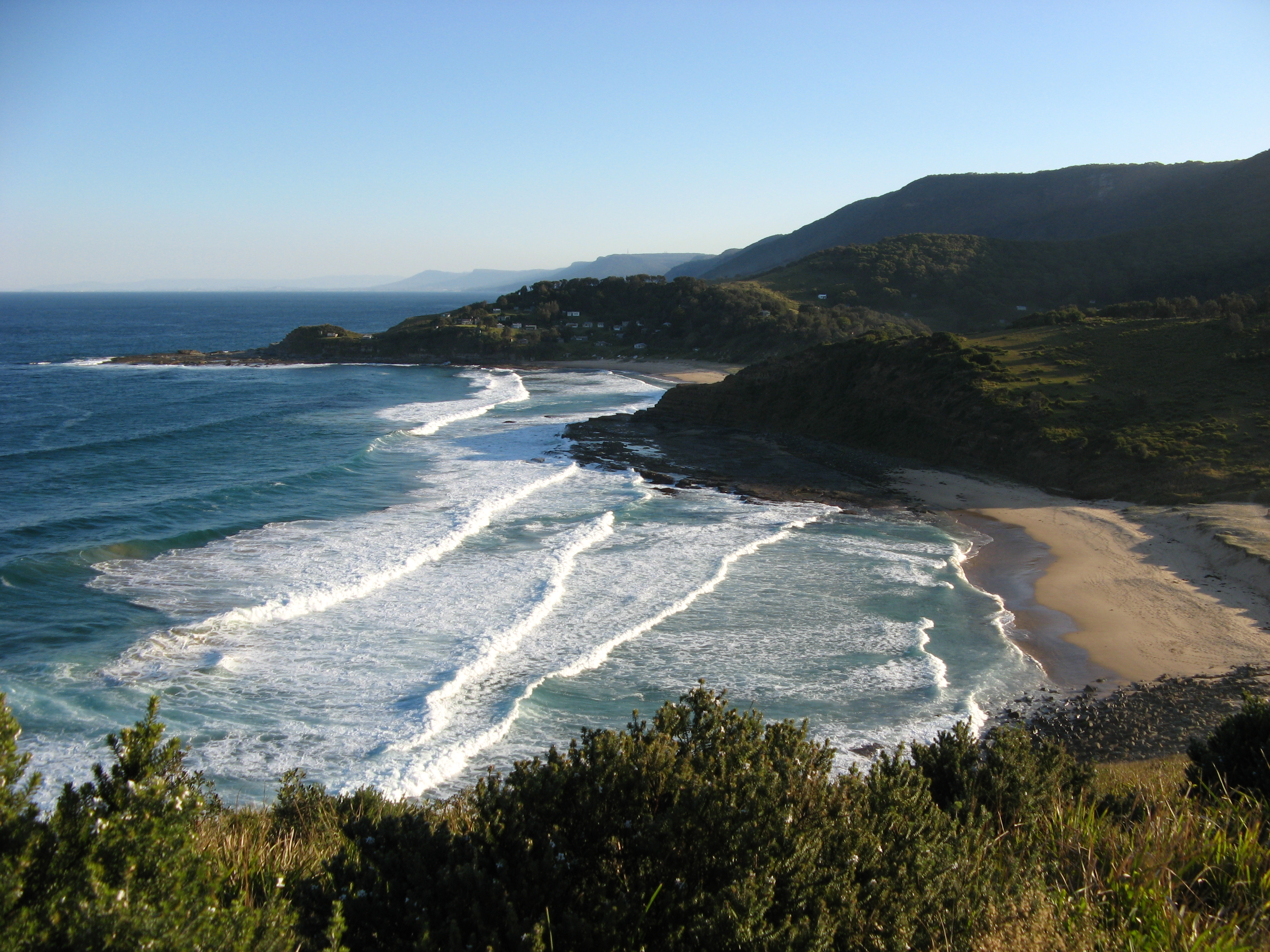
皇家國家公園的海岸線

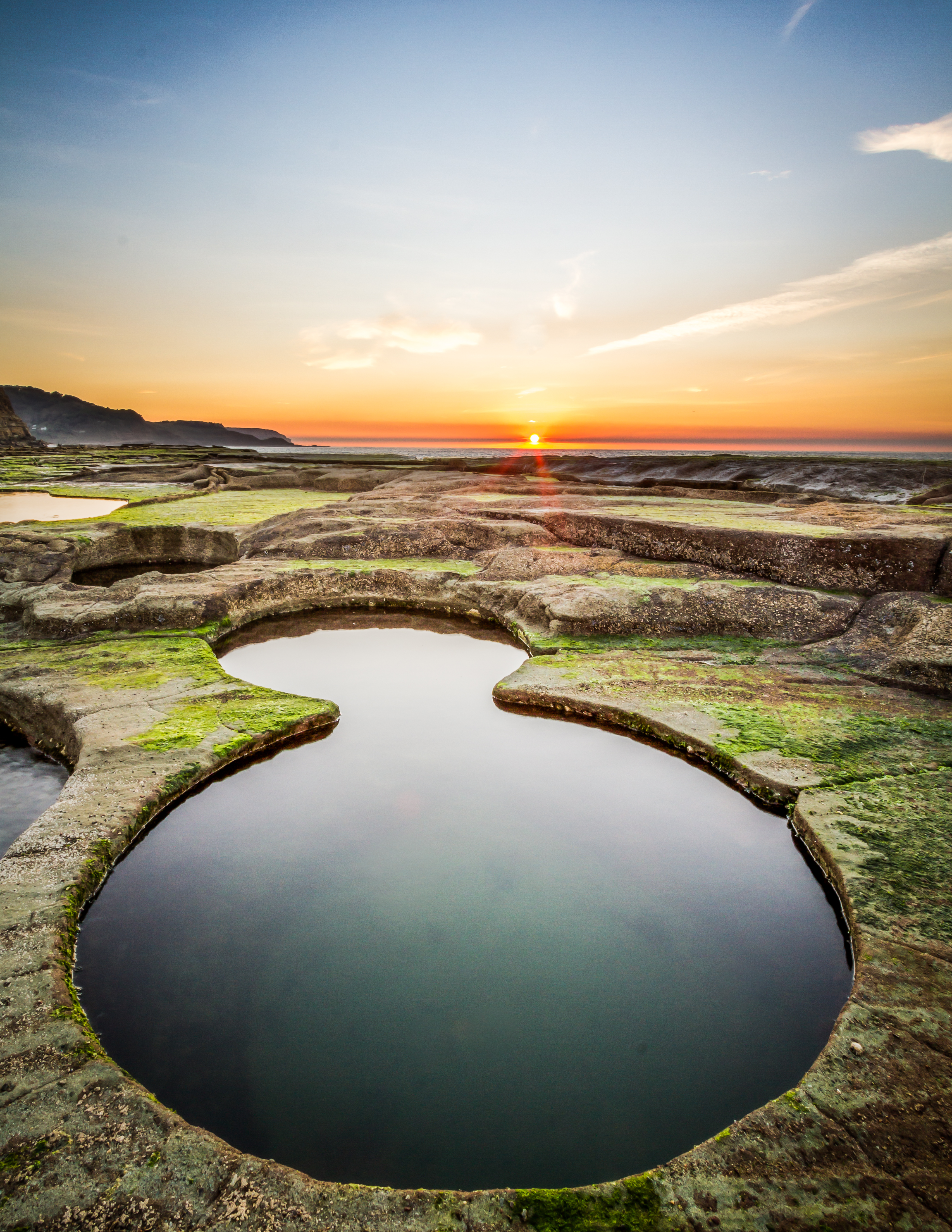
公园内著名的八字湖（figure 8 Pools）

- Visitor's Guide to the Royal National Park - Sydney.com （页面存档备份，存于）
- Royal National Park Photo & Video Gallery （页面存档备份，存于）

34°07′54″S 151°03′04″E / 34.1317°S 151.0511°E